# Augustin Čengić
Augustin Čengić (Stara Rijeka, Sanski Most, 7. veljače 1855. – Banja Luka, 22. lipnja 1911.), hrvatski književnik
Bio je franjevac, osnove pismenosti stekao je, vjerojatno, u fojničkom samostanu, u kojem je 1872. započeo novicijat. Filozofiju studirao u Đakovu, teologiju u Ostrogonu i Firenci. Djelovao je kao odgajatelj i profesor filozofije franjevačkim bogoslovima, župnik u Banjoj Luci, Bihaću i Ivanjskoj te provincijal bosanskih franjevaca. Godine 1882. sudjelovao je u Arezzu na međunarodnom kongresu crkvenih glazbenika. Njegove kronološko-povijesne bilješke iz vremena posljednjeg Bosanskohercegovačkog ustanka (1875. – 1878.) tiskane su u Hrvatskoj straži (1935.) i Franjevačkom vijesniku (1936.), a ulomak o ljepotama Sarajevau Ferijalcu (1935.). U svom dnevniku bilježi događaje iz posljednjih godina turske vladavine u Bosni.
Zaslužan je za osnivanje pjevačkog društva "Dinara“ u Livnu čijim je bio i dirigentom te pjevačkog društva „Nada“ u Banjoj Luci. Oba pjevačka društva i danas djeluju.

## Djela
- Sveti Bonaventura;
- Crkveno pjevanje;
- Neoskrvnjeno začeta i XIX. vijek;
- Kristof Kolumbo i franjevački red (u Glasniku jugoslavenskih franjevaca, 1888/89/91/92.),
- Pokret katoličanstva u svijetu (Franjevački glasnik, 1895/97.), Priručna knjižica (1902.).

| Prethodnik:                     | Provincijal Bosne Srebrene (1900. – 1903.) | Nasljednik:                     |
| Fra Anđeo Ćurić (1897. – 1900.) | Provincijal Bosne Srebrene (1900. – 1903.) | Fra Danijel Ban (1903. – 1906.) |